# 西部幹線
西部幹線是臺鐵在臺灣西部的鐵路幹線，包含以下路線：
- 縱貫線
  - 縱貫線北段：全線電氣化、雙線運行，八堵 - 南港（不含）間三線運行。
  - 臺中線（山線）：全線電氣化、雙線運行。
  - 海岸線（海線）：全線電氣化、雙線運行，部份路段單線運行。
  - 縱貫線南段：全線電氣化、雙線運行。
- 成追線：全線電氣化、雙線運行。
- 屏東線：全線電氣化、雙線運行，潮州－南州、林邊－枋寮間單線運行。

西部幹線的城際列車，橫跨縱貫、屏東兩線行駛，運行區間以七堵站與潮州站為主，部分與東部幹線直通運行；列車班次主要行經山線，而非屬於縱貫線正式編制的海線。